# کاربردهای صنعتی نانوتکنولوژی
نانوتکنولوژی یکی از جدیدترین علوم در حال توسعه می‌باشد که حاصل پژوهش‌های فراوان در رابطه با جا به جایی ذرات زیراتمی می‌باشد، ابعاد ذرات مورد مطالعه در نانو بین ۱ تا اندازه ۱۰۰افزایش می‌باشد (توجه هر نانومتر برابر با ۱۰ به توان منفی ۹ متر می‌باشد). در واقع نانو تکنولوژی فهم و به‌کارگیری خواص جدیدی از مواد و سیستم‌هایی در این ابعاد است که اثرات فیزیکی جدیدی – عمدتاً متأثر از غلبه خواص کوانتومی بر خواص کلاسیک – از خود نشان می‌دهند. نانوفناوری یک دانش به شدت عیجان میان رشته‌ای است و به رشته‌هایی چون مهندسی مواد، پزشکی، داروسازی و طراحی دارو، دامپزشکی، زیست‌شناسی، فیزیک کاربردی، ابزارهای نیم رسانا، شیمی ابرمولکول و حتی مهندسی مکانیک، مهندسی برق و مهندسی شیمی نیز مربوط می‌شود. تحلیل گران بر این باورند که فناوری نانو، فناوری زیستی (Biotechnology) و فناوری اطلاعات (IT) سه قلمرو علمی هستند که انقلاب سوم صنعتی را شکل می‌دهند. نانو تکنولوژی می‌تواند به عنوان ادامهٔ دانش کنونی به ابعاد نانو یا طرح‌ریزی دانش کنونی بر پایه‌هایی جدیدتر و امروزی تر باشد.

## کاربردهای فناوری نانوتکنولوژی

### نانوتکنولوژی در پزشکی
به‌طور معمول اعضا قابل کاشت در بدن، مانند دریچه‌های قلب، ساخت اندام‌های مورد نیاز در ترمیم‌های ارتوپدی ساخته شده از تیتانیوم و فولادهای ضدزنگ با سایر اعضای بدن سازگاری دارند ولی متأسفانه ممکن است در طول عمر بیماران دچار خوردگی شده و کارایی خود را از دست بدهند. استفاده از نانو کریستال‌های اکسید زیرکونیوم، به عنوان یک عنصر بسیار سخت، غیرخورنده و مقاوم در مقابل واکنش‌های بدن و سازگاری با آن جایگزین بسیار خوبی برای روش‌های متداول است. نانو کریستال‌های «سیلیکون کربید» به علت وزن کم، مقاومت بسیار عالی و سازگاری با اعضای بدن برای ساخت دریچه‌های مصنوعی قلب در آینده به کار خواهد رفت. ساخت ربات‌هایی با کاربردهای بسیار متفاوت در بدن در اندازه‌های کوچک بخش مهمی از کاربردهای وسیع اینگونه مواد را شامل می‌شود.

### لباس‌های جنگی
به تازگی استفاده از فناوری نانو برای ساخت لباس‌های ویژه میدان‌های جنگ توسط گروه تحقیقات دانشگاه MIT انجام شده‌است. هم‌اکنون برنامه ای برای ساخت موادی که بتواند در کوتاه مدت جاذب انرژی شوک‌های امواج انفجاری و موادی که در بلند مدت بتواند در برابر مواد شیمیایی و بیولوژیکی از خود مقاومت نشان دهند به صورتی که در مقابل این مواد حساس بوده و پس از شناسایی مواد روزنه‌های لباس مسدود شوند در حال بررسی است. گونه ای دیگر از این مواد برای کشف آسیب‌های وارده به بدن به صورت خودکار عمل خواهد کرد. برای مثال به کمک این مواد شکستگی استخوان‌ها را به سرعت شناخته و گچ‌گیری متداول امروزه را انجام می‌دهند.

### نانوتکنولوژی درهوافضا
محدودیت‌های شدید سوخت برای حمل بار به مدار زمین و ماورای آن، و علاقه به فرستادن فضاپیما برای مأموریتهای طولانی به مناطق دور از خورشید، کاهش مداوم اندازه، وزن و توان مصرفی را اجتناب‌ناپذیر می‌سازد. مواد و ابزارآلات نانوساختاری، امید حل این مشکل را به وجود آورده‌است.

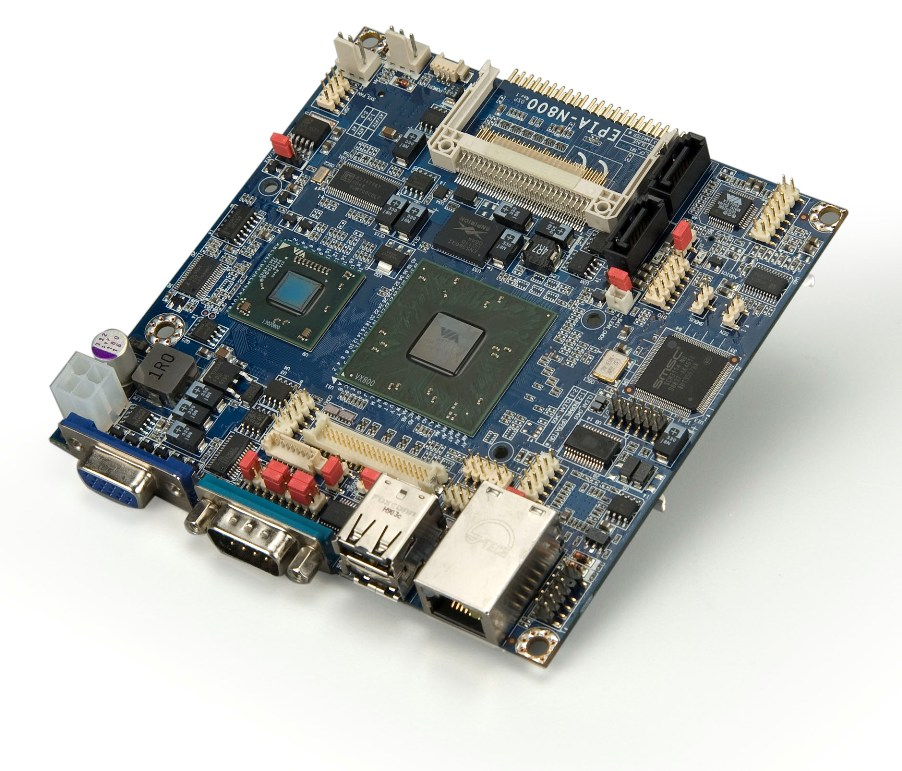
نانو تکنولوژی و کیت‌های الکترونیکی

«نانوساختن» (Nano-fabrication) همچنین در طرّاحی و ساخت مواد سبک‌وزن، پرقدرت و مقاوم در برابر حرارت، موردنیاز برای هواپیماها، راکت‌ها، ایستگاه‌های فضایی و سکّوهای اکتشافی سیّاره‌ای یا خورشیدی، تعیین‌کننده است. همچنین استفاده روزافزون از سیستم‌های کوچک‌شده تمام خودکار، منجر به پیشرفت‌های شگرفی در فناوری ساخت و تولید خواهدشد. این مسئله با توجه به اینکه محیط فضا، نیروی جاذبه کم و خلأ بالا دارد، موجب توسعة نانوساختارها و سیستم‌های نانو (که ساخت آن‌ها در زمین ممکن نیست) در فضا خواهدشد.

### دوام پذیری منابع کشاورزی، آب، انرژی، مواد و محیط زیست پاک
نانوتکنولوژی منجر به تغییراتی شگرف در استفاده از منابع طبیعی، انرژی و آب خواهد شد و پساب و آلودگی را کاهش خواهد داد. همچنین فناوری‌های جدید، امکان بازیافت و استفاده مجدد از مواد، انرژی و آب را فراهم خواهند کرد. در زمینه محیط زیست، علوم و مهندسی نانو، می‌تواند تأثیر قابل ملاحظه‌ای، در درک مولکولی فرایندهای مقیاس نانو که در طبیعت رخ می‌دهد؛ در ایجاد و درمان مسائل زیست‌محیطی از طریق کنترل انتشار آلاینده‌ها؛ در توسعة فناوری‌های «سبز» جدید که محصولات جانبی ناخواسته کمتری دارند یا در جریانات و مناطق حاوی فاضلاب، داشته‌باشد. لازم به ذکراست، نانوتکنولوژی توان حذف آلودگی‌های کوچک از منابع آبی (کمتر از ۲۰۰ نانومتر) و هوا (زیر ۲۰ نانومتر) و اندازه‌گیری و تخفیف مداوم آلودگی در مناطق بزرگتر را دارد. در زمینه انرژی، نانوتکنولوژی می‌تواند به‌طور قابل ملاحظه‌ای کارایی، ذخیره‌سازی و تولید انرژی را تحت تأثیر قرار داده مصرف انرژی را پایین بیاورد. به عنوان مثال، شرکت‌های مواد شیمیایی، مواد پلیمری تقویت‌شده با نانوذرات را ساخته‌اند که می‌تواند جایگزین اجزای فلزی بدنه اتومبیل‌ها شود. استفاده گسترد ه از این نانوکامپوزیت‌ها می‌تواند سالیانه ۵/۱ میلیارد لیتر صرفه‌جویی مصرف بنزین به همراه داشته‌باشد. یا انتظار می‌رود تغییرات عمده‌ای در فناوری روشنایی در ۱۰ سال آینده رخ دهد.

### کاربرد نانوتکنولوژی در صنعت الکترونیک
با استفاده از این فناوری می‌توان ظرفیت ذخیره‌سازی اطلاعات را در حد هزار برابر یا بیشتر افزایش داد و نهایتاً به ساخت ابزارهای ابرمحاسباتی به کوچکی یک ساعت مچی دست پیدا کرد.
ظرفیت نهایی ذخیره اطلاعات باید به حدود یک ترابیت در هر اینچ ربع برسد، و این امر موجب ذخیره‌سازی ۵۰ عدد DVD یا بیشتر در یک هارد دیسک با ابعاد یک کارت اعتباری شود.

### نمایشگرها
درخواست بسیاری برای تولید نمایشگرهای بزرگ، شفاف و تخت در تلویزیون، کامپیوتر و نظایر آن وجود دارد. نانو کریستال‌های سلنیوم روی، سولفات روی و سولفور کادمیم با روش ژل به صورت تنها (تبدیل ژل مایع به جامد) از موادی است که برای ساخت نور متصاعد از فسفر مورد استفاده قرار می‌گیرند. همچنین استفاده از CNTs نیز در ساخت این وسایل با درخشش فوق‌العاده و مصرف انرژی و تشعشعات زیان بار کمتر و طول عمر بیشتر، نسل آینده نمایشگرهای پیشرفته را به وجود خواهد آورد.

### باتری‌ها
توسعه وسایل الکترونیکی قابل حمل مانند تلفن‌های همراه، دستگاه‌های ناوبری، کامپیوترهای کوچک و قابل حمل، سنسورهای کنترل از راه دور و نظایر آنها، نیاز به داشتن باتری‌های سبک‌تر با انرژی و دوام بیشتر را دو چندان ساخته‌است. مواد کریستالی نانو با استفاده از روش کاربرد ژل‌ها در صفحات جداکننده باتری‌ها می‌تواند انرژی بیشتری در مقایسه با باتری‌های متداول امروزی ذخیره کند. باتری‌های ساخته شده از نانو کریستال‌های نیکل نیاز به شارژ مجدد را کاهش و ذخیره انرژی در باتری‌ها را در حد قابل توجهی افزایش داده‌است.